# FK MŠK Považská Bystrica
FK MŠK Považská Bystrica (celým názvem: Futbalový klub MŠK Považská Bystrica) je slovenský fotbalový klub, který sídlí ve městě Považská Bystrica v Trenčínském kraji. Založen byl v roce 1920. Od sezóny 2017/18 působí v páté lize Západoslovenského futbalového zväzu, sk. Sever.
V historické tabulce československé ligy patří Považské Bystrici 47. místo. Klub v první federální lize odehrál 87 utkání, 20krát vyhrál, 10krát remizoval a 57krát prohrál. Skóre má 128:269.
Své domácí zápasy odehrává na stadionu Považská Bystrica.

## Historie
Klub byl založen v roce 1920 jakožto ŠK Považská Bystrica. V sezoně 1938/39 došlo k rozdělení nejvyšší fotbalové soutěže
na českou a slovenskou část. Hned první zkrácené vydání takto nově vzniklé slovenské soutěže dokázal na jaře 1939 tým z Považské Bystrice (v té době s názvem AC Sparta) vyhrát, a to díky lepšímu skóre než měl ŠK Bratislava, což byl před rozdělením jediný reprezentant Slovenska v československé lize. V pěti sezonách, které se během 2. světové války odehrály, se klub AC Považská Bystrica umisťoval vždy v popředí slovenské ligy, skončil postupně 2., 3., 5., 3. a 4. Kvalifikoval se do obnovené celostátní ligy, ale hned v první sezoně 1945/46 sestoupil. Po dvou letech si vítězstvím ve slovenské divizi vybojoval opět postup.
Po sezoně 1948/49, která zůstala nedohrána, absolvoval v lize ještě sezonu 1949 jakožto Manet Považská Bystrica. Později do klubu vstoupily Považské strojárne a nesl název TJ ZVL Považská Bystrica – zkratka ZVL znamenala Závody na výrobu ložísk. První československou ligu hrál ještě v sezóně 1989/90, ale skončil poslední a ihned sestoupil. Největšího úspěchu dosáhl v roce 1989, kdy hrál finále slovenského poháru (v Hlohovci prohrál se Slovanem Bratislava 1:2).
Na začátku 90. let však strojárny zkrachovaly a od té doby nastala krize. Klub sestoupil až do nejnižších tříd. V roce 1997 patronaci nad klubem převzala firma Raven a od té doby klub stoupal a prakticky každý rok postupoval o jednu soutěž nahoru. Ovšem po jeho odchodu v roce 2013 silně zadlužený považskobystrický celek zkrachoval. Obnoven byl ve stejném roce pod názvem FK MŠK Považská Bystrica.
Legendou považskobystrické kopané je Vlastimil Ipser.

## Historické názvy
Zdroj: 
- 1920 – ŠK Považská Bystrica (Športový klub Považská Bystrica)
- 1924 – ŠK Orol Považská Bystrica (Športový klub Orol Považská Bystrica)
- 1926 – ŠK Považská Bystrica (Športový klub Považská Bystrica)
- 1933 – ŠK Munička Považská Bystrica (Športový klub Munička Považská Bystrica)
- 1936 – AC Sparta Považská Bystrica (Atletický club Sparta Považská Bystrica)
- 1939 – AC Považská Bystrica (Atletický club Považská Bystrica)
- 1945 – AC Sparta Považská Bystrica (Atletický club Sparta Považská Bystrica)
- 1948 – JTO Sokol Manet Považská Bystrica (Jednotná telovýchovná organizácia Sokol Manet Považská Bystrica)
- 1953 – TJ Spartak Považská Bystrica (Telovýchovná jednota Spartak Považská Bystrica)
- 1966 – TJ Sparta Považská Bystrica (Telovýchovná jednota Sparta Považská Bystrica)
- 1968 – TJ ZVL Považská Bystrica (Telovýchovná jednota Závody na výrobu ložísk Považská Bystrica)
- 1990 – FK Sparta Považská Bystrica (Futbalový klub Sparta Považská Bystrica)
- 1997 – FK Raven Považská Bystrica (Futbalový klub Raven Považská Bystrica)
- 2013 – zánik
- 2013 – obnovena činnost pod názvem FK MŠK Považská Bystrica (Futbalový klub MŠK Považská Bystrica)

## Získané trofeje
- 1. slovenská fotbalová liga (1×)
  - 1938/39

## Umístění v jednotlivých sezonách
Stručný přehled
Zdroj: 
- 1938–1944: 1. slovenská liga
- 1945–1946: Státní liga – sk. B
- 1949: Celostátní československé mistrovství
- 1950: Celostátní československé mistrovství II
- 1958–1960: 2. liga – sk. B
- 1960–1965: 2. liga – sk. C
- 1965–1969: 2. liga – sk. B
- 1969–1970: 3. liga – sk. C
- 1970–1977: 2. liga
- 1977–1981: 1. SNFL
- 1981–1984: 2. SNFL – sk. Západ
- 1984–1989: 1. SNFL
- 1989–1990: 1. liga
- 1990–1992: 1. SNFL
- 1992–1993: 2. SNFL – sk. Východ
- 1993–1994: 3. liga – sk. Východ
- 1994–1997: 3. liga – sk. Střed
- 1997–1998: 4. liga SsFZ – sk. Sever
- 2010–2011: 3. liga ZsFZ
- 2011–2013: 4. liga ZsFZ

- 2014–2015: 8. liga OFZ PB
- 2015–2016: 7. liga OFZ PB
- 2016–2017: 6. liga OFZ PB
- 2017–2018: 5. liga ZsFZ – sk. Sever
- 2018-2022: 3. liga - sk. Západ
- 2022-: 2. liga

Jednotlivé ročníky
Zdroj: 
Legenda: Z – zápasy, V – výhry, R – remízy, P – porážky, VG – vstřelené góly, OG – obdržené góly, +/− – rozdíl skóre, B – body, červené podbarvení – sestup, zelené podbarvení – postup, fialové podbarvení – reorganizace, změna skupiny či soutěže
| Slovensko (1938–1944)                                                                       |                                          |        |                                                              |                                                              |                                                              |                                                              |                                                              |                                                              |                                                              |                                                              |        |
| Sezóny                                                                                      | Liga                                     | Úroveň | Z                                                            | V                                                            | R                                                            | P                                                            | VG                                                           | OG                                                           | +/−                                                          | B                                                            | Pozice |
| 1938/39                                                                                     | 1. slovenská liga                        | 1      | 8                                                            | 7                                                            | 1                                                            | 0                                                            | 34                                                           | 6                                                            | +28                                                          | 15                                                           | 1.     |
| 1939/40                                                                                     | 1. slovenská liga                        | 1      | 22                                                           | 15                                                           | 3                                                            | 4                                                            | 76                                                           | 29                                                           | +47                                                          | 33                                                           | 2.     |
| 1940/41                                                                                     | 1. slovenská liga                        | 1      | 22                                                           | 11                                                           | 4                                                            | 7                                                            | 48                                                           | 34                                                           | +14                                                          | 26                                                           | 3.     |
| 1941/42                                                                                     | 1. slovenská liga                        | 1      | 22                                                           | 9                                                            | 5                                                            | 8                                                            | 52                                                           | 41                                                           | +11                                                          | 23                                                           | 5.     |
| 1942/43                                                                                     | 1. slovenská liga                        | 1      | 22                                                           | 11                                                           | 4                                                            | 7                                                            | 65                                                           | 51                                                           | +14                                                          | 26                                                           | 3.     |
| 1943/44                                                                                     | 1. slovenská liga                        | 1      | 22                                                           | 12                                                           | 1                                                            | 9                                                            | 66                                                           | 58                                                           | +8                                                           | 25                                                           | 4.     |
| Československo (1945–1993)                                                                  |                                          |        |                                                              |                                                              |                                                              |                                                              |                                                              |                                                              |                                                              |                                                              |        |
| Sezóny                                                                                      | Liga                                     | Úroveň | Z                                                            | V                                                            | R                                                            | P                                                            | VG                                                           | OG                                                           | +/−                                                          | B                                                            | Pozice |
| 1945/46                                                                                     | Státní liga – sk. B                      | 1      | 18                                                           | 5                                                            | 4                                                            | 9                                                            | 44                                                           | 63                                                           | −19                                                          | 14                                                           | 7.     |
| …                                                                                           |                                          |        |                                                              |                                                              |                                                              |                                                              |                                                              |                                                              |                                                              |                                                              |        |
| 1949                                                                                        | Celostátní československé mistrovství    | 1      | 26                                                           | 7                                                            | 3                                                            | 16                                                           | 38                                                           | 79                                                           | −41                                                          | 17                                                           | 13.    |
| 1950                                                                                        | Celostátní československé mistrovství II | 2      | 22                                                           | 9                                                            | 4                                                            | 9                                                            | 48                                                           | 55                                                           | −7                                                           | 22                                                           | 8.     |
| …                                                                                           |                                          |        |                                                              |                                                              |                                                              |                                                              |                                                              |                                                              |                                                              |                                                              |        |
| 1958/59                                                                                     | 2. liga – sk. B                          | 2      | 26                                                           | 9                                                            | 7                                                            | 10                                                           | 41                                                           | 49                                                           | −8                                                           | 25                                                           | 10.    |
| 1959/60                                                                                     | 2. liga – sk. B                          | 2      | 26                                                           | 10                                                           | 5                                                            | 11                                                           | 48                                                           | 55                                                           | −7                                                           | 25                                                           | 7.     |
| 1960/61                                                                                     | 2. liga – sk. C                          | 2      | 22                                                           | 10                                                           | 3                                                            | 9                                                            | 33                                                           | 39                                                           | −6                                                           | 23                                                           | 5.     |
| 1961/62                                                                                     | 2. liga – sk. C                          | 2      | 22                                                           | 10                                                           | 4                                                            | 8                                                            | 36                                                           | 31                                                           | +5                                                           | 24                                                           | 4.     |
| 1962/63                                                                                     | 2. liga – sk. C                          | 2      | 26                                                           | 13                                                           | 5                                                            | 8                                                            | 46                                                           | 30                                                           | +16                                                          | 31                                                           | 3.     |
| 1963/64                                                                                     | 2. liga – sk. C                          | 2      | 26                                                           | 13                                                           | 5                                                            | 8                                                            | 38                                                           | 36                                                           | +2                                                           | 31                                                           | 2.     |
| 1964/65                                                                                     | 2. liga – sk. C                          | 2      | 26                                                           | 11                                                           | 4                                                            | 11                                                           | 43                                                           | 34                                                           | +9                                                           | 26                                                           | 6.     |
| 1965/66                                                                                     | 2. liga – sk. B                          | 2      | 26                                                           | 10                                                           | 6                                                            | 10                                                           | 37                                                           | 36                                                           | +1                                                           | 26                                                           | 9.     |
| 1966/67                                                                                     | 2. liga – sk. B                          | 2      | 26                                                           | 12                                                           | 4                                                            | 10                                                           | 36                                                           | 28                                                           | +8                                                           | 28                                                           | 3.     |
| 1967/68                                                                                     | 2. liga – sk. B                          | 2      | 26                                                           | 10                                                           | 7                                                            | 9                                                            | 52                                                           | 23                                                           | +29                                                          | 27                                                           | 4.     |
| 1968/69                                                                                     | 2. liga – sk. B                          | 2      | 26                                                           | 8                                                            | 2                                                            | 16                                                           | 36                                                           | 44                                                           | −8                                                           | 18                                                           | 13.    |
| 1969/70                                                                                     | 3. liga – sk. C                          | 3      | 26                                                           | 13                                                           | 7                                                            | 6                                                            | 46                                                           | 21                                                           | +25                                                          | 33                                                           | 1.     |
| 1970/71                                                                                     | 2. liga                                  | 2      | 30                                                           | 11                                                           | 6                                                            | 13                                                           | 30                                                           | 36                                                           | −6                                                           | 28                                                           | 10.    |
| 1971/72                                                                                     | 2. liga                                  | 2      | 30                                                           | 10                                                           | 7                                                            | 13                                                           | 30                                                           | 37                                                           | −7                                                           | 27                                                           | 12.    |
| 1972/73                                                                                     | 2. liga                                  | 2      | 30                                                           | 10                                                           | 8                                                            | 12                                                           | 35                                                           | 28                                                           | +7                                                           | 28                                                           | 11.    |
| 1973/74                                                                                     | 2. liga                                  | 2      | 30                                                           | 10                                                           | 9                                                            | 11                                                           | 29                                                           | 38                                                           | −9                                                           | 29                                                           | 9.     |
| 1974/75                                                                                     | 2. liga                                  | 2      | 30                                                           | 10                                                           | 10                                                           | 10                                                           | 24                                                           | 30                                                           | −6                                                           | 30                                                           | 9.     |
| 1975/76                                                                                     | 2. liga                                  | 2      | 30                                                           | 12                                                           | 5                                                            | 13                                                           | 30                                                           | 37                                                           | −7                                                           | 29                                                           | 7.     |
| 1976/77                                                                                     | 2. liga                                  | 2      | 30                                                           | 4                                                            | 12                                                           | 14                                                           | 23                                                           | 44                                                           | −21                                                          | 20                                                           | 16.    |
| 1977/78                                                                                     | 1. SNFL                                  | 2      | 30                                                           | 13                                                           | 10                                                           | 7                                                            | 40                                                           | 30                                                           | +10                                                          | 34                                                           | 3.     |
| 1978/79                                                                                     | 1. SNFL                                  | 2      | 30                                                           | 9                                                            | 9                                                            | 12                                                           | 40                                                           | 41                                                           | −1                                                           | 27                                                           | 9.     |
| 1979/80                                                                                     | 1. SNFL                                  | 2      | 30                                                           | 10                                                           | 8                                                            | 12                                                           | 33                                                           | 36                                                           | −3                                                           | 28                                                           | 13.    |
| 1980/81                                                                                     | 1. SNFL                                  | 2      | 30                                                           | 9                                                            | 8                                                            | 13                                                           | 32                                                           | 39                                                           | −7                                                           | 26                                                           | 15.    |
| 1981/82                                                                                     | 2. SNFL – sk. Západ                      | 3      | 30                                                           | 14                                                           | 6                                                            | 10                                                           | 41                                                           | 28                                                           | +13                                                          | 34                                                           | 2.     |
| 1982/83                                                                                     | 2. SNFL – sk. Západ                      | 3      | 30                                                           | 13                                                           | 5                                                            | 12                                                           | 51                                                           | 32                                                           | +19                                                          | 31                                                           | 7.     |
| 1983/84                                                                                     | 2. SNFL – sk. Západ                      | 3      | 30                                                           | 17                                                           | 11                                                           | 2                                                            | 53                                                           | 15                                                           | +38                                                          | 45                                                           | 1.     |
| 1984/85                                                                                     | 1. SNFL                                  | 2      | 30                                                           | 16                                                           | 6                                                            | 8                                                            | 52                                                           | 35                                                           | +17                                                          | 38                                                           | 3.     |
| 1985/86                                                                                     | 1. SNFL                                  | 2      | 30                                                           | 11                                                           | 6                                                            | 13                                                           | 40                                                           | 41                                                           | −1                                                           | 28                                                           | 9.     |
| 1986/87                                                                                     | 1. SNFL                                  | 2      | 30                                                           | 18                                                           | 7                                                            | 5                                                            | 57                                                           | 33                                                           | +24                                                          | 43                                                           | 3.     |
| 1987/88                                                                                     | 1. SNFL                                  | 2      | 30                                                           | 16                                                           | 8                                                            | 6                                                            | 54                                                           | 29                                                           | +25                                                          | 40                                                           | 2.     |
| 1988/89                                                                                     | 1. SNFL                                  | 2      | 30                                                           | 20                                                           | 5                                                            | 5                                                            | 64                                                           | 23                                                           | +41                                                          | 45                                                           | 1.     |
| 1989/90                                                                                     | 1. liga                                  | 1      | 30                                                           | 5                                                            | 2                                                            | 23                                                           | 23                                                           | 70                                                           | −47                                                          | 12                                                           | 16.    |
| 1990/91                                                                                     | 1. SNFL                                  | 2      | 30                                                           | 12                                                           | 7                                                            | 11                                                           | 44                                                           | 34                                                           | +10                                                          | 31                                                           | 6.     |
| 1991/92                                                                                     | 1. SNFL                                  | 2      | 30                                                           | 9                                                            | 7                                                            | 14                                                           | 32                                                           | 43                                                           | −11                                                          | 25                                                           | 15.    |
| 1992/93                                                                                     | 2. SNFL – sk. Východ                     | 3      | 30                                                           | 7                                                            | 10                                                           | 13                                                           | 39                                                           | 59                                                           | −20                                                          | 24                                                           | 11.    |
| Slovensko (1993–)                                                                           |                                          |        |                                                              |                                                              |                                                              |                                                              |                                                              |                                                              |                                                              |                                                              |        |
| Sezóny                                                                                      | Liga                                     | Úroveň | Z                                                            | V                                                            | R                                                            | P                                                            | VG                                                           | OG                                                           | +/−                                                          | B                                                            | Pozice |
| 1993/94                                                                                     | 3. liga – sk. Východ                     | 3      | 30                                                           | 4                                                            | 4                                                            | 22                                                           | 21                                                           | 77                                                           | −56                                                          | 12                                                           | 16.    |
| 1994/95                                                                                     | 3. liga – sk. Střed                      | 3      | 30                                                           | 13                                                           | 4                                                            | 13                                                           | 41                                                           | 49                                                           | −8                                                           | 43                                                           | 8.     |
| 1995/96                                                                                     | 3. liga – sk. Střed                      | 3      | 30                                                           | 4                                                            | 13                                                           | 13                                                           | 23                                                           | 41                                                           | −18                                                          | 25                                                           | 14.    |
| 1996/97                                                                                     | 3. liga – sk. Střed                      | 3      | 30                                                           | 10                                                           | 5                                                            | 15                                                           | 38                                                           | 55                                                           | −17                                                          | 35                                                           | 11.    |
| 1997/98                                                                                     | 4. liga SsFZ – sk. Sever                 | 4      | …                                                            | …                                                            | …                                                            | …                                                            | …                                                            | …                                                            | …                                                            | …                                                            |        |
| …                                                                                           |                                          |        |                                                              |                                                              |                                                              |                                                              |                                                              |                                                              |                                                              |                                                              |        |
| 2010/11                                                                                     | 3. liga ZsFZ                             | 4      | 30                                                           | 18                                                           | 5                                                            | 7                                                            | 50                                                           | 21                                                           | +29                                                          | 59                                                           | 2.     |
| 2011/12                                                                                     | 4. liga ZsFZ                             | 4      | 30                                                           | 17                                                           | 9                                                            | 4                                                            | 64                                                           | 20                                                           | +44                                                          | 60                                                           | 3.     |
| 2012/13                                                                                     | 4. liga ZsFZ                             | 4      | Klub se odhlásil v průběhu soutěže, výsledky byly anulovány. | Klub se odhlásil v průběhu soutěže, výsledky byly anulovány. | Klub se odhlásil v průběhu soutěže, výsledky byly anulovány. | Klub se odhlásil v průběhu soutěže, výsledky byly anulovány. | Klub se odhlásil v průběhu soutěže, výsledky byly anulovány. | Klub se odhlásil v průběhu soutěže, výsledky byly anulovány. | Klub se odhlásil v průběhu soutěže, výsledky byly anulovány. | Klub se odhlásil v průběhu soutěže, výsledky byly anulovány. | 16.    |
| V sezóně 2013/14 byl klub bez A-mužstva, v soutěžích přihlášena pouze mládežnická družstva. |                                          |        |                                                              |                                                              |                                                              |                                                              |                                                              |                                                              |                                                              |                                                              |        |
| 2014/15                                                                                     | 8. liga OFZ PB                           | 8      | 14                                                           | 10                                                           | 3                                                            | 1                                                            | 58                                                           | 22                                                           | +36                                                          | 33                                                           | 1.     |
| 2015/16                                                                                     | 7. liga OFZ PB                           | 7      | 24                                                           | 19                                                           | 3                                                            | 2                                                            | 85                                                           | 23                                                           | +62                                                          | 60                                                           | 2.     |
| 2016/17                                                                                     | 6. liga OFZ PB                           | 6      | 24                                                           | 18                                                           | 4                                                            | 2                                                            | 90                                                           | 26                                                           | +64                                                          | 58                                                           | 1.     |
| 2017/18                                                                                     | 5. liga ZsFZ – sk. Sever                 | 5      | Klub se odhlásil v průběhu soutěže, výsledky býky anulovány. | Klub se odhlásil v průběhu soutěže, výsledky býky anulovány. | Klub se odhlásil v průběhu soutěže, výsledky býky anulovány. | Klub se odhlásil v průběhu soutěže, výsledky býky anulovány. | Klub se odhlásil v průběhu soutěže, výsledky býky anulovány. | Klub se odhlásil v průběhu soutěže, výsledky býky anulovány. | Klub se odhlásil v průběhu soutěže, výsledky býky anulovány. | Klub se odhlásil v průběhu soutěže, výsledky býky anulovány. | 16.    |
| 2018/19                                                                                     | 3. liga - sk. Západ                      | 3      | 28                                                           | 13                                                           | 3                                                            | 12                                                           | 51                                                           | 41                                                           | +10                                                          | 42                                                           | 6.     |
| 2019/20                                                                                     | 3. liga - sk. Západ                      | 3      | Sezóna se kvůli pandemii covidu-19 nedohrála.                | Sezóna se kvůli pandemii covidu-19 nedohrála.                | Sezóna se kvůli pandemii covidu-19 nedohrála.                | Sezóna se kvůli pandemii covidu-19 nedohrála.                | Sezóna se kvůli pandemii covidu-19 nedohrála.                | Sezóna se kvůli pandemii covidu-19 nedohrála.                | Sezóna se kvůli pandemii covidu-19 nedohrála.                | Sezóna se kvůli pandemii covidu-19 nedohrála.                | 2.     |
| 2020/21                                                                                     | 3. liga - sk. Západ                      | 3      | Sezóna se kvůli pandemii covidu-19 nedohrála.                | Sezóna se kvůli pandemii covidu-19 nedohrála.                | Sezóna se kvůli pandemii covidu-19 nedohrála.                | Sezóna se kvůli pandemii covidu-19 nedohrála.                | Sezóna se kvůli pandemii covidu-19 nedohrála.                | Sezóna se kvůli pandemii covidu-19 nedohrála.                | Sezóna se kvůli pandemii covidu-19 nedohrála.                | Sezóna se kvůli pandemii covidu-19 nedohrála.                | 5.     |
| 2021/22                                                                                     | 3. liga - sk. Západ                      | 3      | 34                                                           | 27                                                           | 4                                                            | 3                                                            | 90                                                           | 27                                                           | +63                                                          | 85                                                           | 1.     |
| 2022/23                                                                                     | 2. liga                                  | 2      | 30                                                           | 10                                                           | 10                                                           | 10                                                           | 52                                                           | 48                                                           | +4                                                           | 40                                                           | 9.     |
| 2023/24                                                                                     | 2. liga                                  | 2      | 30                                                           | 12                                                           | 11                                                           | 7                                                            | 48                                                           | 37                                                           | +10                                                          | 47                                                           | 5.     |
| 2024/25                                                                                     | 2. liga                                  | 2      | 26                                                           | 13                                                           | 5                                                            | 8                                                            | 42                                                           | 35                                                           | +7                                                           | 44                                                           | 4.     |